# Ach-Charqiya (Égypte)
Pour les articles homonymes, voir Ach-Charqiya.

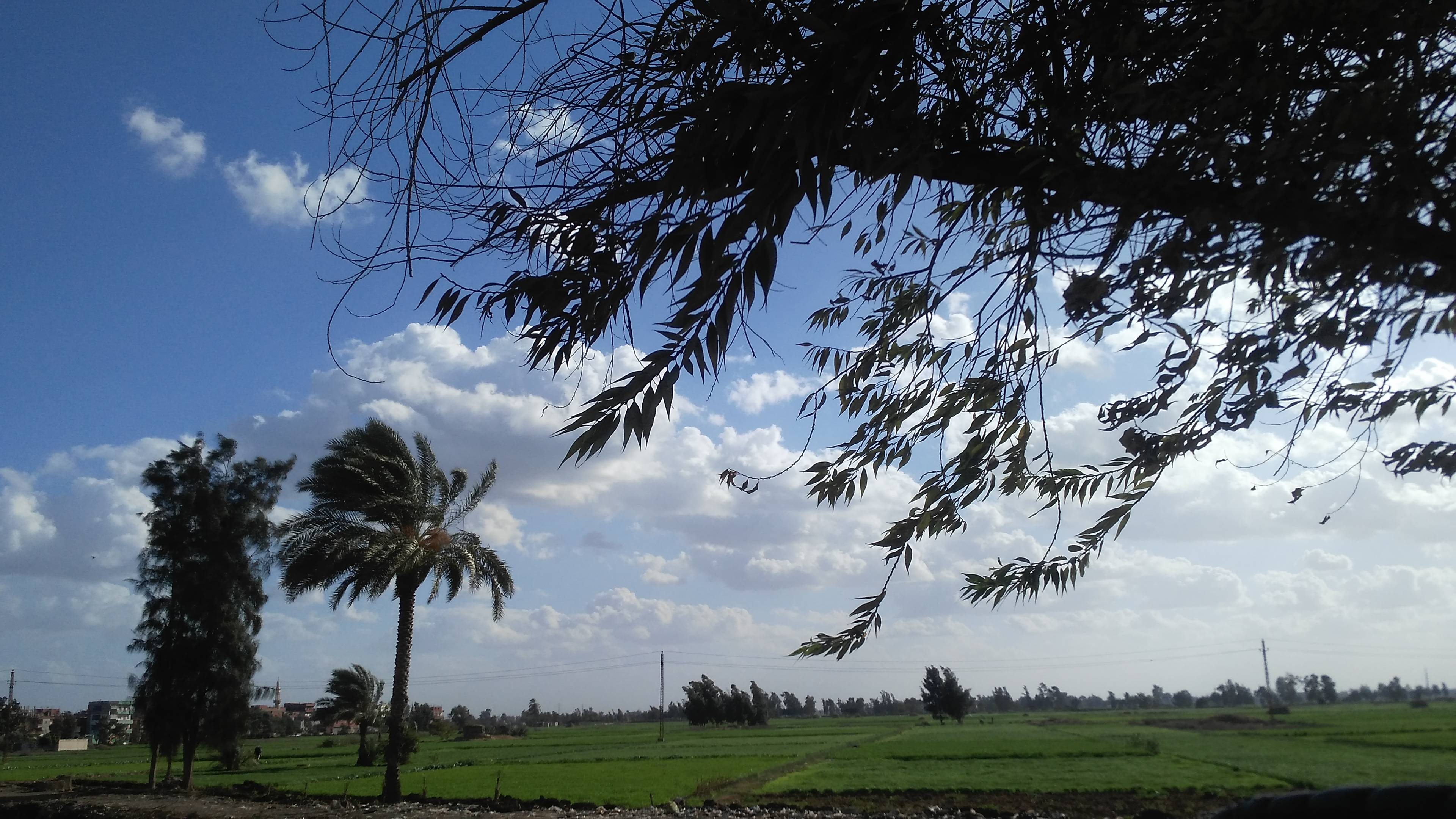
Paysage à Diarb Negm.

Le gouvernorat d'ach-Charqiya (arabe : المحافظة الشرقيّة al-Muḥāfaẓä aš-Šarqiyyä, le gouvernorat oriental) est un gouvernorat de l'Égypte. Il se situe dans le nord-est du pays, sa capitale est Zagazig.

## Villes
- 10 de Ramadan
- Abu Hamad
- Abu Kabeer
- Bilbeis
- Diarb Negm
- Faqous
- Hihya
- Kafr Abaza
- Kafr Saqr
- Minya Al Qamh
- al-salhia
- Al Qurayn
- Al Ibrahimiah
- Zagazig